# Leichtathletik-Europameisterschaften 1946/100 m der Männer

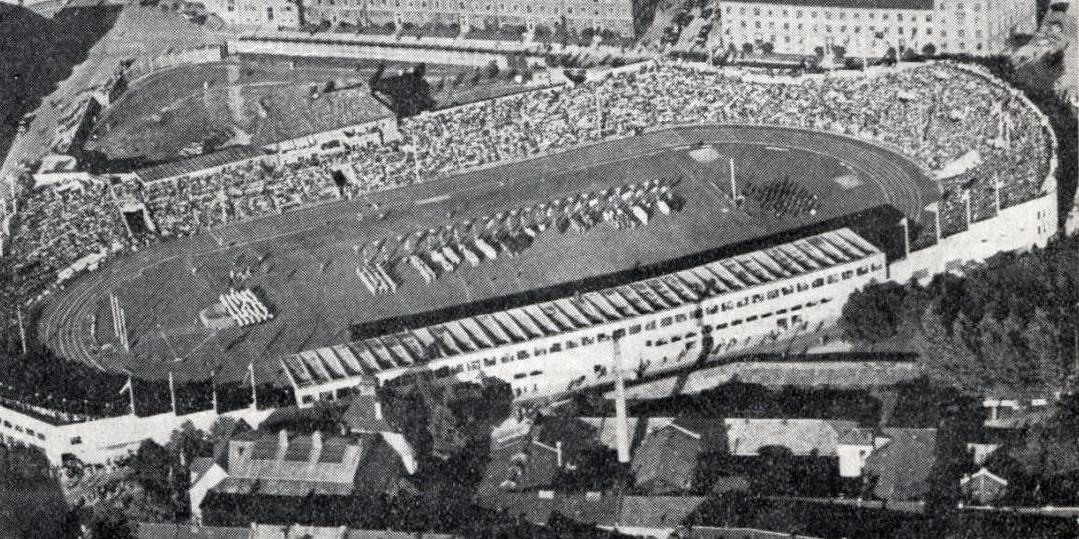
Das Bislett-Stadion in Oslo kurz nach den Europameisterschaften

Der 100-Meter-Lauf der Männer bei den Leichtathletik-Europameisterschaften 1946 wurde am 23. August 1946 im Bislett-Stadion der norwegischen Hauptstadt Oslo ausgetragen.
Europameister wurde der Brite Jack Archer. Er gewann vor dem Norweger Haakon Tranberg. Bronze ging an den Italiener Carlo Monti.

## Rekorde

### Bestehende Rekorde
| Weltrekord           | 10,2 s | Jesse Owens        | Chicago, USA              | 20. Juni 1936      |
| Weltrekord           | 10,2 s | Harold Davis       | Compton, USA              | 6. Juni 1941       |
| Europarekord         | 10,3 s | Arthur Jonath      | Bochum, Weimarer Republik | 5. Juni 1932       |
| Europarekord         | 10,3 s | Christiaan Berger  | Amsterdam, Niederlande    | 26. August 1934    |
| Europarekord         | 10,3 s | Lennart Strandberg | Malmö, Schweden           | 26. September 1936 |
| Europarekord         | 10,3 s | Karl Neckermann    | Berlin, Deutsches Reich   | 8. Juli 1939       |
| Meisterschaftsrekord | 10,4 s | Orazio Mariani     | EM Paris, Frankreich      | 3. September 1938  |
| Meisterschaftsrekord | 10,4 s | Wil van Beveren    | EM Paris, Frankreich      | 3. September 1938  |

Anmerkung zu den Europarekorden

Es gab noch einige weitere Rennen, in denen europäische Sprinter die Zeit von 10,3 Sekunden erzielt hatten, die jedoch vom Europäischen Leichtathletikverband EAA nicht in die Liste offiziell anerkannter Europarekorde aufgenommen wurden.
Der bestehende EM-Rekord wurde bei diesen Europameisterschaften nicht erreicht. Die schnellste erzielte Zeit, die viermal erreicht wurde, betrug 10,6 s:
- Jack Archer (Großbritannien), vierter Vorlauf
- Jack Archer (Großbritannien), erstes Halbfinale
- Étienne Bally (Frankreich), zweites Halbfinale
- Jack Archer (Großbritannien), Finale

### Rekordverbesserung / -egalisierung
Ein Landesrekord wurde zunächst neu aufgestellt und anschließend noch einmal egalisiert:
- 10,8 s (Verbesserung) – Finnbjörn Þorvaldsson (Island), erster Vorlauf
- 10,8 s (Egalisierung) – Finnbjörn Þorvaldsson (Island), drittes Halbfinale

## Durchführung
Der gesamte Wettbewerb wurde an einem Tag abgewickelt. Die Vorläufe (17.15 Uhr), Halbfinals (18.25 Uhr) und das Finale (19.20 Uhr) fanden am 23. August 1946 statt.

## Vorrunde
23. August 1946, 17.15 Uhr
Die Vorrunde wurde in fünf Läufen durchgeführt. Die ersten drei Athleten pro Lauf – hellblau unterlegt – qualifizierten sich für das Halbfinale.

### Vorlauf 1
| Platz | Name                  | Nation      | Zeit (s) |
| ----- | --------------------- | ----------- | -------- |
| 1     | Finnbjörn Þorvaldsson | Island      | 10,8 NR  |
| 2     | Carlo Monti           | Italien     | 10,9000  |
| 3     | Jan Lammers           | Niederlande | 10,9000  |
| 4     | Józef Rutkowski       | Polen       | 11,0000  |
| 5     | Fernand Bourgaux      | Frankreich  | 11,2000  |

### Vorlauf 2
| Platz | Name            | Nation           | Zeit (s) |
| ----- | --------------- | ---------------- | -------- |
| 1     | Stig Håkansson  | Schweden         | 10,8     |
| 2     | Giusto Cattoni  | Italien          | 11,0     |
| 3     | Jiří David      | Tschechoslowakei | 11,1     |
| 4     | Kalevi Huttunen | Finnland         | 11,2     |
| DSQ   | Marko Račič     | Jugoslawien      |          |

### Vorlauf 3
| Platz | Name            | Nation         | Zeit (s) |
| ----- | --------------- | -------------- | -------- |
| 1     | Pol Braekman    | Belgien        | 10,7     |
| 2     | Stig Danielsson | Schweden       | 10,8     |
| 3     | Jo Zwaan        | Niederlande    | 10,9     |
| 4     | Bert Liffen     | Großbritannien | 10,9     |
| 5     | Marijan Slanac  | Jugoslawien    | 11,0     |

### Vorlauf 4
| Platz | Name           | Nation           | Zeit (s) |
| ----- | -------------- | ---------------- | -------- |
| 1     | Jack Archer    | Großbritannien   | 10,6     |
| 2     | Étienne Bally  | Frankreich       | 10,8     |
| 3     | Mirko Paráček  | Tschechoslowakei | 10,9     |
| 4     | Arne Thisted   | Dänemark         | 11,0     |
| 5     | Kjell Mangseth | Norwegen         | 11,2     |

### Vorlauf 5
| Platz | Name              | Nation      | Zeit (s) |
| ----- | ----------------- | ----------- | -------- |
| 1     | Haakon Tranberg   | Norwegen    | 10,8     |
| 2     | Nikolai Karakulow | Sowjetunion | 10,8     |
| 3     | René Valmy        | Frankreich  | 10,9     |
| 4     | Tage Egemose      | Dänemark    | 11,0     |

## Halbfinale
23. August 1946, 18.25 Uhr
In den drei Halbfinalläufen qualifizierten sich die jeweils ersten beiden Athleten – hellblau unterlegt – für das Finale.

### Lauf 1
| Platz | Name              | Nation         | Zeit (s) |
| ----- | ----------------- | -------------- | -------- |
| 1     | Jack Archer       | Großbritannien | 10,6     |
| 2     | Stig Håkansson    | Schweden       | 10,7     |
| 3     | Nikolai Karakulow | Sowjetunion    | 10,7     |
| 4     | Jan Lammers       | Niederlande    | 10,8     |
| 5     | Giusto Cattoni    | Italien        | 11,0     |

### Lauf 2

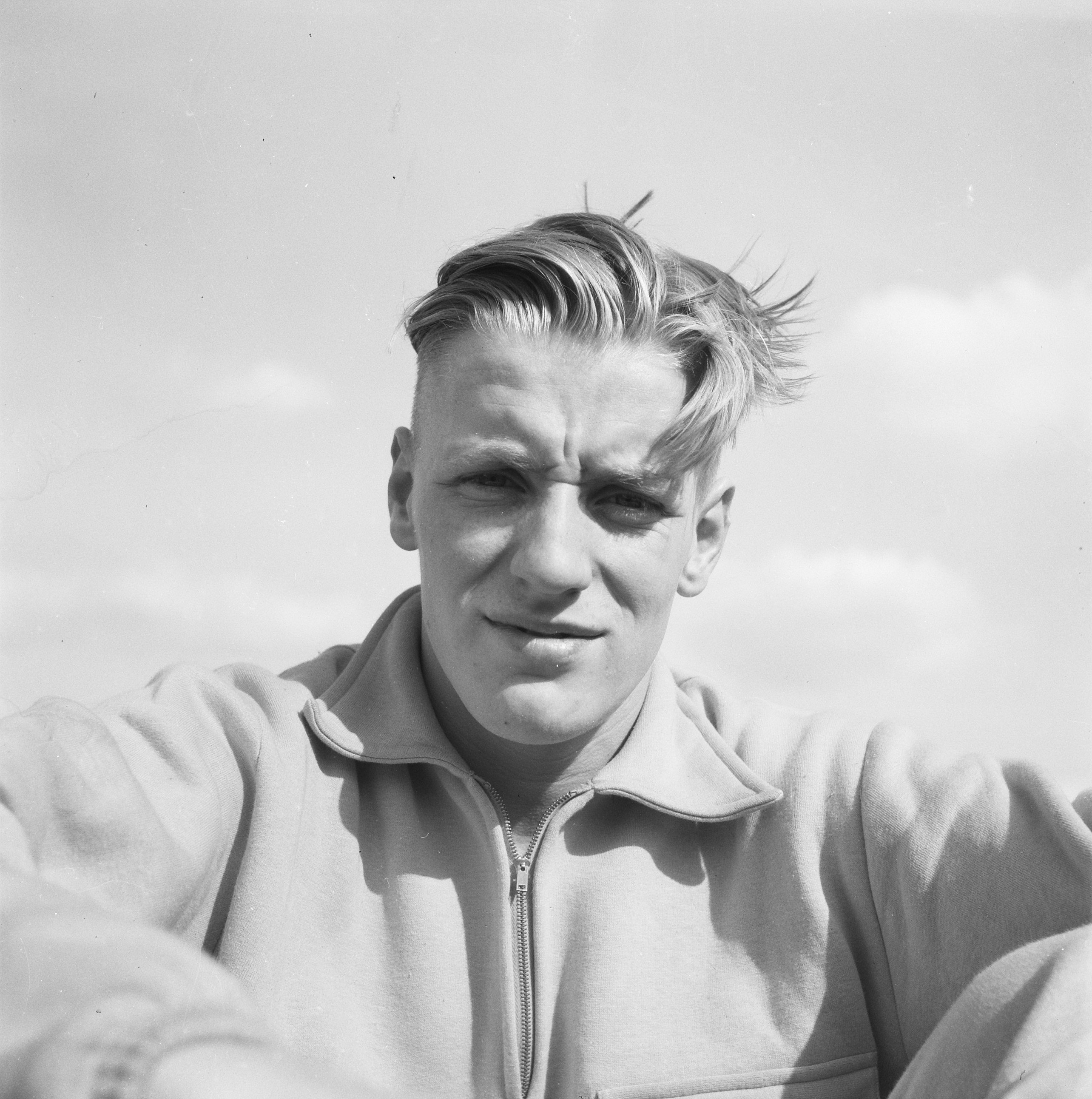
Jan Lammers erreichte als Vierter des ersten Halbfinalrennens nicht das Finale
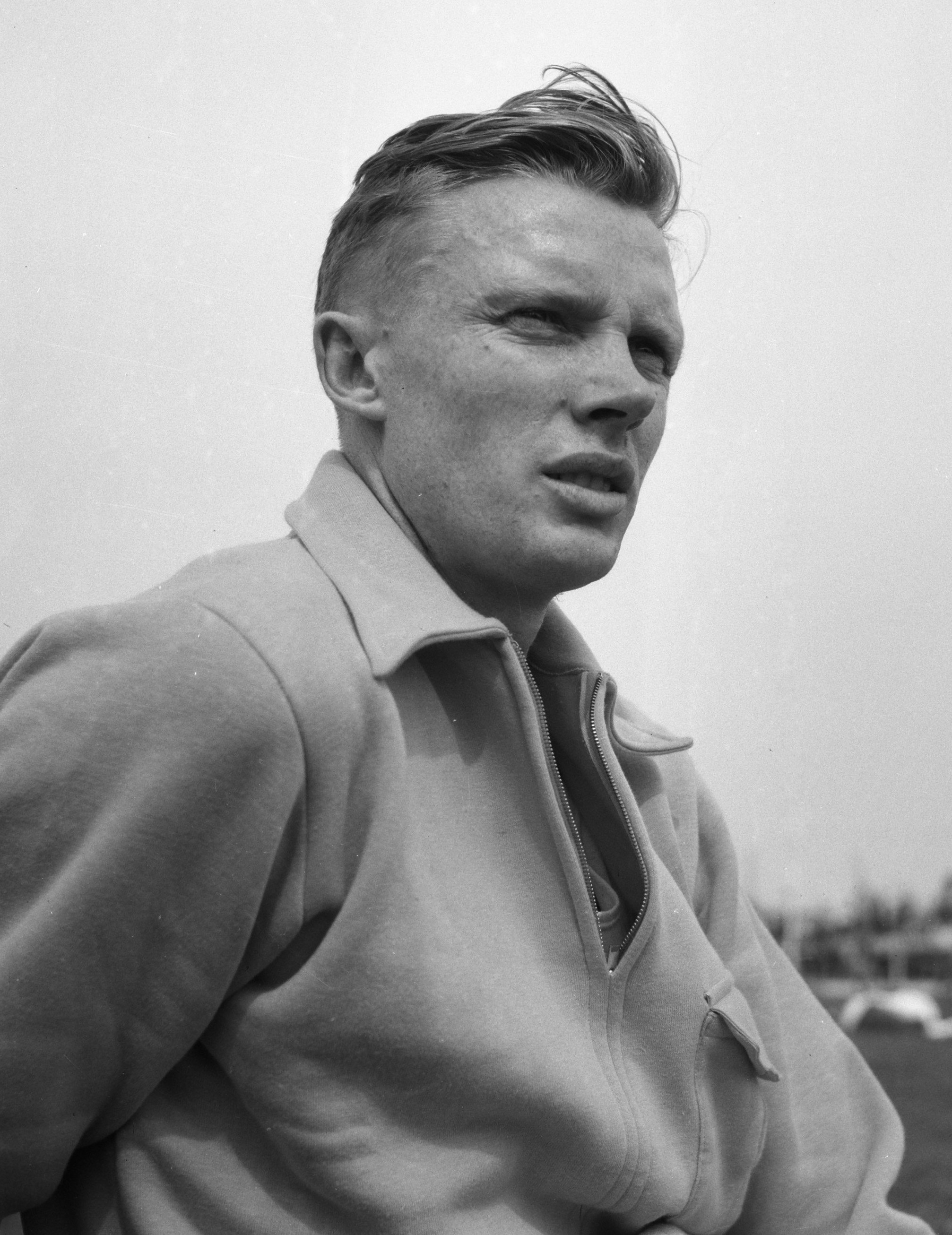
Jo Zwaan wurde Fünfter im zweiten Halbfinale und schied damit aus
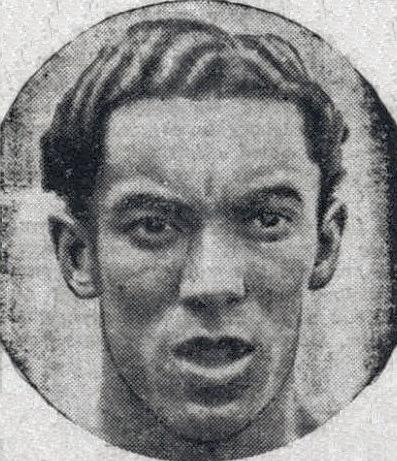
Rang drei im dritten Halbfinale reichte René Valmy nicht für die Finalteilnahme

| Platz | Name          | Nation           | Zeit (s) |
| ----- | ------------- | ---------------- | -------- |
| 1     | Étienne Bally | Frankreich       | 10,6     |
| 2     | Carlo Monti   | Italien          | 10,7     |
| 3     | Pol Braekman  | Belgien          | 10,8     |
| 4     | Jiří David    | Tschechoslowakei | 10,9     |
| 5     | Jo Zwaan      | Niederlande      | 10,9     |

### Lauf 3
| Platz | Name                  | Nation           | Zeit (s) |
| ----- | --------------------- | ---------------- | -------- |
| 1     | Haakon Tranberg       | Norwegen         | 10,70000 |
| 2     | Finnbjörn Þorvaldsson | Island           | 10,8 NRe |
| 3     | René Valmy            | Frankreich       | 10,80000 |
| 4     | Stig Danielsson       | Schweden         | 10,90000 |
| 5     | Mirko Paráček         | Tschechoslowakei | 11,00000 |

## Finale

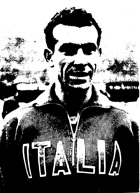
Bronzemedaillengewinner Carlo Monti
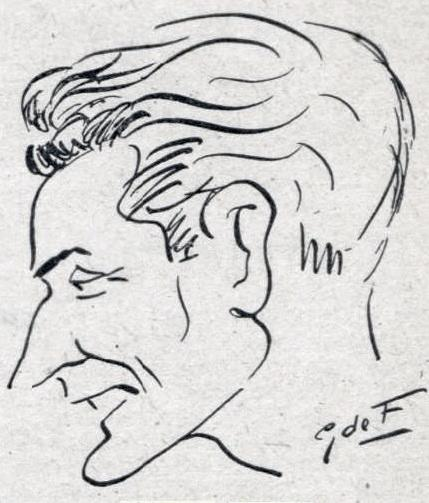
Cartoon zum viertplatzierten Étienne Bally
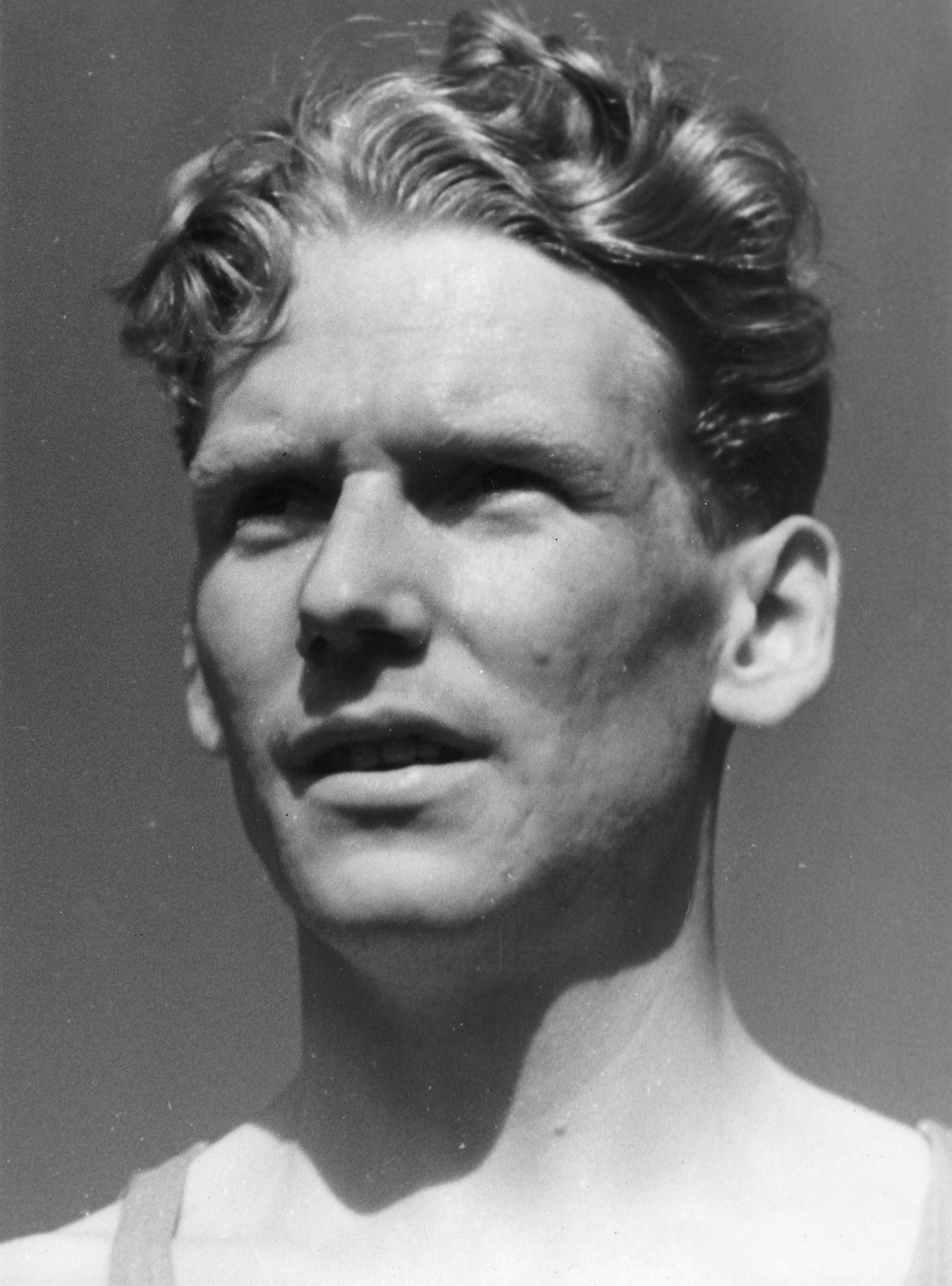
Stig Håkansson belegte Rang fünf

23. August 1946, 19.20 Uhr
| Platz | Name                  | Nation         | Zeit (s) |
| ----- | --------------------- | -------------- | -------- |
| 1     | Jack Archer           | Großbritannien | 10,6     |
| 2     | Haakon Tranberg       | Norwegen       | 10,7     |
| 3     | Carlo Monti           | Italien        | 10,8     |
| 4     | Étienne Bally         | Frankreich     | 10,8     |
| 5     | Stig Håkansson        | Schweden       | 10,9     |
| 6     | Finnbjörn Þorvaldsson | Island         | 10,9     |

## Video
- NORWAY: SPORTS: First post-war European Games athletics meeting (1946), Bereich: 1:31 min bis 1:41 min, youtube.com (englisch), abgerufen am 20. Juni 2022